# Улица Криву (Рига)
Улица Кри́ву (латыш. Krīvu iela) — улица в Видземском предместье города Риги, в историческом районе Тейка. Начинается от улицы Земгалю, проходит в юго-восточном направлении, пересекает улицу Айзкрауклес и заканчивается перекрёстком с улицей Дзербенес. С другими улицами не пересекается.
Общая длина улицы составляет 219 метров. На всём протяжении имеет асфальтовое покрытие. Разрешено движение в обоих направлениях. Общественный транспорт по улице не курсирует.

## История
Улица Криву проложена в начале 1930-х годов под своим нынешним названием, которое никогда не изменялось. Оно происходит от слова «krīvs» (с латыш. — «языческий священнослужитель, жрец», см. Криве).

## Примечательные здания
- Дом № 6 (архитектор П. Берзкалнс[3], 1934 г.) является охраняемым памятником архитектуры местного значения[4].
- Дом № 11 — Институт физической энергетики[5].